# Suíte do Pescador
"Suíte do Pescador", também conhecida como "Canção da Partida", é uma canção do compositor brasileiro Dorival Caymmi, lançada em 1957, como parte do um conjunto de canções intitulado "História de Pescadores", do álbum Caymmi e o Mar. Em 1965 foi lançada uma versão muito semelhante da canção, intitulada "Marcha dos Pescadores". A música aparece na abertura e no final do filme The Sandpit Generals (que também é estrelado por Caymmi, entre outros). "Suíte do Pescador" foi apresentada principalmente por Nara Leão em 1965 e Maria Bethânia em 1999. A banda brasileira Zarabatana executou uma versão jazz da música. 
"Suíte do Pescador", tocada pelo grupo musical Akkord na década de 1970 com letra russa de Yuri Tseytlin, ganhou popularidade na União Soviética e depois na Rússia (como tocada pela banda Neschastny Sluchai ). 

## Temas
A letra original em português gira em torno de um pescador, que sai para o mar em uma jangada e espera voltar para casa em segurança. A letra russa conta a história de um menino órfão de favela e está relacionada ao enredo de The Sandpit Generals . 